# 北京出版社

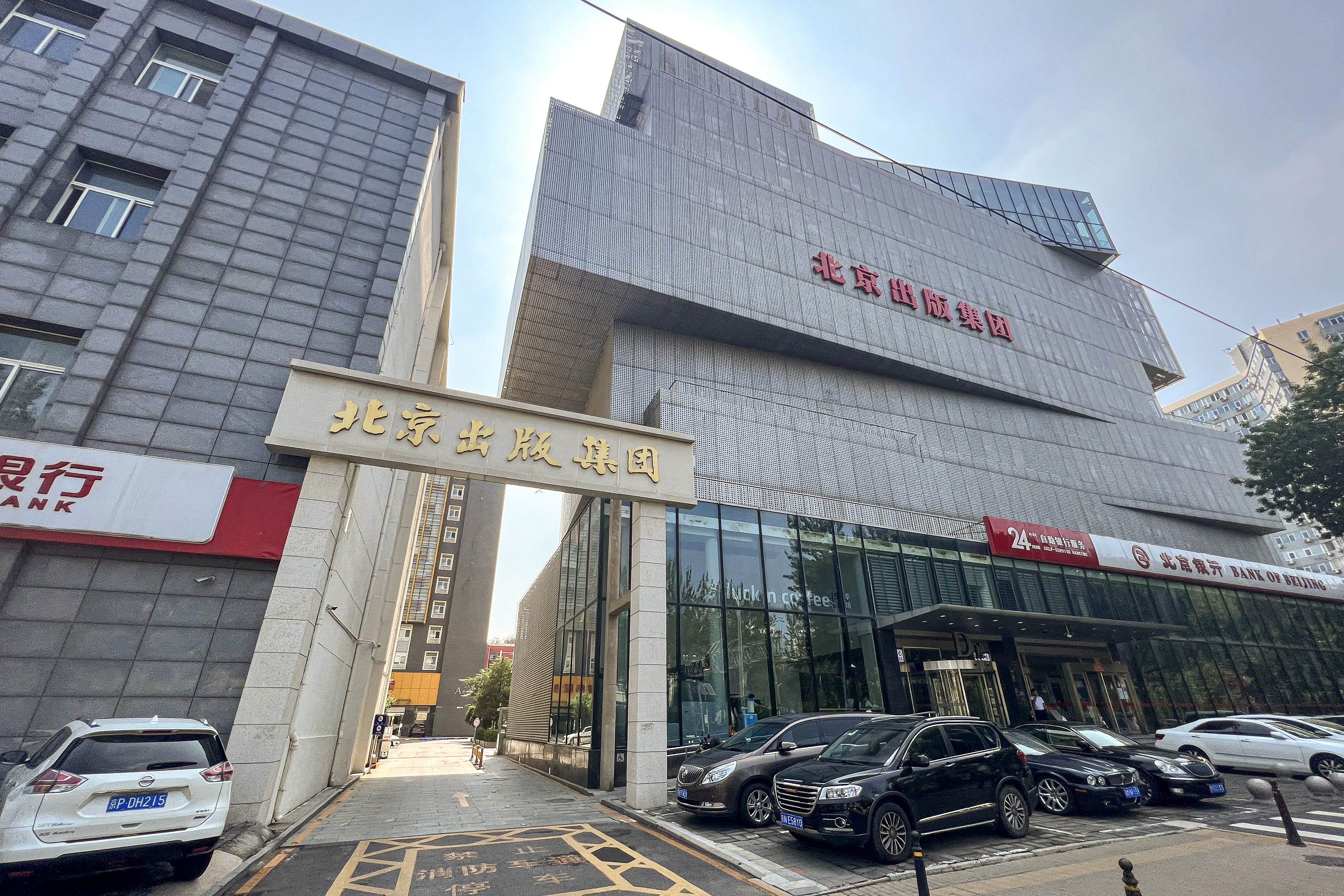
总部

北京出版社，是中华人民共和国北京市一家综合性地方出版社，位于北京市北三环中路6号。

## 概述
北京出版社成立于1956年，主要出版政治、经济、法律、文化、教育、历史、古籍、文艺。科技、旅游等门类。在北京出版社旗下，先后建立了北京古籍出版社、北京旅游出版社、北京少年儿童出版社、北京十月文艺出版社、北京教育出版社、北京美术摄影出版社及文津出版社。此外编辑出版《十月》、《少年科学画报》、《父母必读》、《大学生》等期刊。

## 沿革
1948年，前店后厂的北平大众书店成立，作为中国共产党的地下工作交通站。1949年中華人民共和國成立后，北平大众书店更名为北京大众出版社。1956年，根据北京市人民委员会的决定，在北京大众出版社基础上成立北京出版社。1978年，北京出版社大型文学期刊《十月》创刊。1979年，北京出版社青少年科普漫画杂志《少年科学画报》创刊；同年，北京出版社中國古籍专业副牌北京古籍出版社成立，是北京出版社首个专业副牌。1980年，北京出版社家庭教育杂志《父母必读》创刊。1983年，北京出版社陆续建立北京旅游出版社、北京少年儿童出版社、北京十月文艺出版社、北京教育出版社、北京美术摄影出版社等专业副牌。1987年，北京出版社建立学术文化专业副牌文津出版社。1995年，北京出版社原创漫画期刊《北京卡通》创刊。1998年，北京出版社建立电子音像专业副牌北京电子音像出版社。1999年，国家新闻出版署批准成立事业单位“北京出版社出版集团”。2008年，北京古籍出版社撤销，改为“北京人民出版社”。2009年5月28日，北京出版社出版集团转企改制，改为国有独资公司“北京出版集团有限责任公司”（简称“北京出版集团”）。2016年，《北京卡通》停刊，北京出版社儿童文学期刊《十月少年文学》创刊。